# イローナ・メルニチェンコ
イローナ・メルニチェンコ（Ilona Melnichenko）は、旧ソビエト連邦の女性フィギュアスケートアイスダンス選手で現在はフィギュアスケートコーチ兼振付師。1987年世界ジュニア選手権優勝。パートナーはゲンナジー・カスコフ。夫は元ペアスケーターのアルテム・トルガシェフ。息子のアンドリュー・トルガシェフもアメリカ所属の男子フィギュアスケート選手である。

## 経歴
現ウクライナのオデッサに生まれた。ゲンナジー・カスコフとカップルを結成し、1986-1987年シーズンの世界ジュニア選手権で優勝を果たす。翌1987-1988年シーズンと1988-1989年シーズンにはネーベルホルン杯で2シーズン連続優勝。1991年のユニバーシアードでも優勝を果たした。
その後、アマチュアを引退しプロスケーターとして「ロシアン・オールスターズ」に参加。現在はアメリカのフロリダ州で夫のアルテム・トルガシェフとともにフィギュアスケートコーチ兼振付師として活動している。

## 主な戦績
| 大会/年          | 1986-87 | 1987-88 | 1988-89 | 1989-90 | 1990-91 |
| ---------------- | ------- | ------- | ------- | ------- | ------- |
| ユニバーシアード |         |         | 2       |         | 1       |
| ネーベルホルン杯 |         | 1       | 1       |         |         |
| 世界Jr.選手権    | 1       |         |         |         |         |